# Haïtiano-Américains
Les Haïtiano-Américains sont les citoyens et les résidents des États-Unis d'origine haïtienne.
La communauté haïtienne est apparue aux États-Unis entre les deux Guerres mondiales essentiellement à New York, avant de se développer d'une façon exponentielle. Elle est notamment présente en Floride depuis les années 1960, en raison du régime dictatorial de François Duvalier.
Selon l'American Community Survey, pour la période 2011-2015, 953 908 personnes se déclarent d'ascendance haïtienne, soit 0,3 % de la population du pays.

## Histoire
Historiquement, le premier Haïtien à avoir émigré vers les États-Unis, fut Jean Baptiste Pointe du Sable, fondateur de la ville de Chicago et reconnu comme étant le « Père de Chicago » et pour lequel on a créé le Musée DuSable de l'Histoire afro-américaine. 
Au XIXe siècle, un autre Haïtien d'origine, W. E. B. Du Bois, né dans le Massachusetts de père d'ascendance africaine huguenote d'Haïti, milita pour la reconnaissance des droits civiques des Noirs aux États-Unis.

### Époque contemporaine

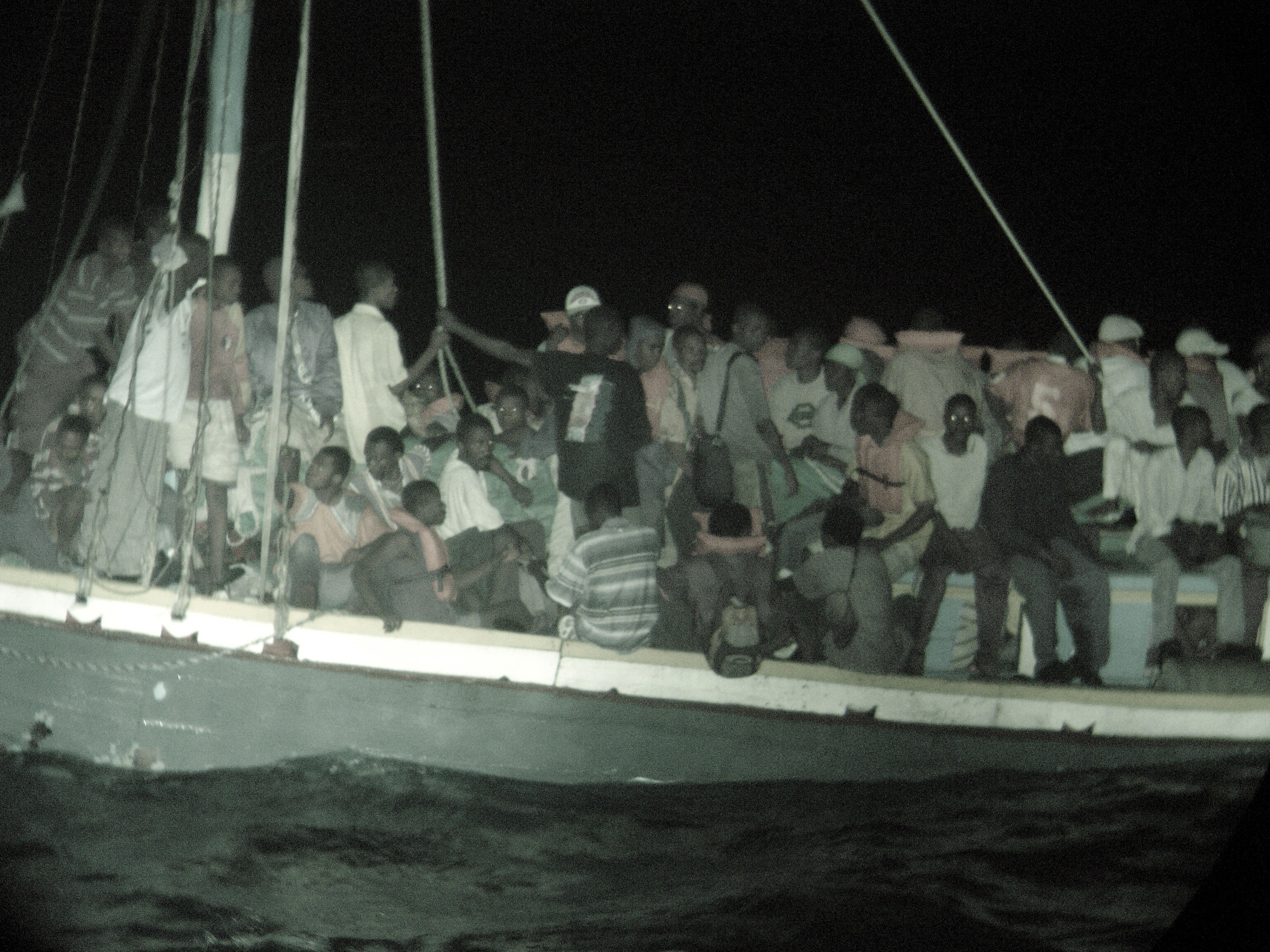
Émigrants haïtiens entassés sur une embarcation.

Dès la fin des années 1950, l'émigration haïtienne se développa au cours des années 1960 en raison du régime dictatorial du président d'Haïti François Duvalier.
L'oppression politique conjuguée aux difficultés économiques et le manque de perspectives d'avenir, ont continué à alimenter des contingents d'émigrants haïtiens de leur patrie tout au long des années 1970, 1980, 1990 et 2000.
Les Haïtiens fuient en grand nombre et utilisent pour cela tous les moyens qu'ils peuvent trouver pour émigrer vers l'étranger. Nombre d'entre eux utilisèrent des bateaux plus ou moins en état de naviguer pour atteindre les côtes de Floride. Malgré la vigilance des garde-côtes américains, de nombreux boat-people d'Haïtiens purent accoster aux États-Unis. Cette immigration aux États-Unis a engendré une augmentation de l'importance des communautés haïtiennes, notamment en Floride et à New York principalement.

### Tremblement de terre de 2010
Le séisme de 2010 en Haïti va accentuer la détresse et les conditions de vie précaires et misérables d'une importante partie de la population d'Haïti. Les États-Unis, redoutant une vague migratoire explosive ont décidé de renforcer la surveillance de ses frontières maritimes pour éviter l'arrivée massive d'émigrants haïtiens fuyant les conditions catastrophiques de leur pays.[citation nécessaire]

## Démographie
L'évaluation du nombre de Haïtiens aux États-Unis varie en raison du nombre de clandestins immigrés illégalement dans ce pays, du nombre de Haïtiens officiellement recensés dans les communautés haïtiennes, du nombre de binationaux et du nombre d'enfants d'origine haïtienne de la seconde génération, voire de la troisième, nés aux États-Unis. 
Les statistiques donnent au minimum 700 000 Haïtiens et au maximum 1 million, la réalité devant se situer dans cette fourchette soit autour de 850 000 personnes, faisant de cette communauté la plus importante des communautés haïtiennes à l'extérieur d'Haïti.
En 2015, 615 300 personnes déclarent être nées à Haïti (en sont exclues les personnes nées américaines à Haïti), soit 64,5 % de la population 	haïtiano-américaine.

## Communautés
Les principales communautés haïtiennes sont situées à New York et à Miami. D'autres communautés haïtiennes ont vu le jour dans d'autres villes des États-Unis, notamment à Philadelphie et à Chicago. Enfin de récentes communautés haïtiennes apparaissent dans diverses villes américaines telles que Los Angeles et San Francisco avec environ dix mille Haïtiens dans chacune de ces deux villes, Boston avec près de huit mille Haïtiens et d'autres villes ayant de plus petites communautés haïtiennes, notamment Atlanta, Détroit, Washington D.C., Indiana, etc.

### Miami
Le comté de Miami-Dade recense officiellement une centaine de milliers de Haïtiens dans le ressort de son territoire. La plupart d'entre eux résidant à Miami dans le quartier de Little Haiti. Les responsables communautaires évaluent à plus du double le nombre réel de Haïtiens à Miami, soit plus de 200 000 personnes et à plus de 300 000 dans l'ensemble de l'État de la Floride. La différence étant toujours basée sur le comptage des émigrants illégaux et la difficulté de comptabiliser un flux migratoire permanent d'émigrés Haïtiens (mais également latino-américains), qui transitent par la Floride pour gagner le reste des États-Unis et le Canada.

### New York
La ville de New York accueille la plus forte concentration de Haïtiens aux États-Unis. La communauté haïtienne est également la plus ancienne avec l'arrivée dans le quartier de Harleem des premiers émigrants d'Haïti entre les deux Guerres mondiales.
L'Institut National des Statistiques évalue à plus de 150 000 personnes le nombre de Haïtiens à New York, nombre très en deçà de celui établi par la communauté haïtienne qui évalue à plus de 350 000 le nombre de leurs compatriotes. Les autorités new-yorkaises comptant le nombre de Haïtiens comptabilisables c'est-à-dire en situation régulière (excluant les étudiants, les stagiaires, les visiteurs en tourisme et les travailleurs temporaires), alors que la communauté haïtienne y ajoute les émigrants illégaux et les générations nées sur place.
En outre, la population haïtienne de New York représente un groupe très hétérogène, qui reflète les différentes couches de la société haïtienne. Les membres de la classe moyenne ont commencé à émigrer pendant l'occupation américaine dans les années 1920 et 1930, au moment où ils ont établi leurs enclaves à Harlem, où ils se mêlaient à des Afro-Américains et d'autres immigrants des Caraïbes qui ont contribué à la Renaissance de Harlem. Dès la fin des années 1950, d'autres vagues importantes suivirent de façon exponentielle au cours de l'époque des présidents Duvalier. L'émigration de Haïtiens continuent d'arriver à New York, beaucoup arrivant pour des regroupements familiaux. 
La communauté haïtienne de New York est répartie sur plusieurs quartiers, notamment à Brooklyn, dans le Queens et à Manhattan dans le Upper West Side et à Harlem.

### Philadelphie
Proche de New York, la communauté urbaine de Philadelphie a vu l'arrivée d'un certain nombre de Haïtiens dans son périmètre urbain. La communauté haïtienne atteindrait les 30 000 membres.

### Chicago
La communauté haïtienne de l'Illinois s'élèverait à une quinzaine de milliers de personnes. La majorité d'entre elles habitent dans la communauté urbaine de Chicago.

## Politique
La républicaine Mia Love en 2015 et la démocrate Sheila Cherfilus-McCormick sont les premières Haïtiano-Américaines élues au Congrès des États-Unis.